# Östanå, Sundsvalls kommun
Östanå är en by söder om Kovland i Sundsvalls kommun. Från 2015 till 2023 avgränsade SCB här en småort. Vid avgränsningen 2023 klassades området som men del av tätorten Kovland